# Freddy Araujo
Freddy Araujo (n. Guayaquil, Ecuador; 10 de septiembre de 1993) es un futbolista ecuatoriano. Juega como centrocampista y su equipo actual es Aviced Fútbol Club de la Segunda Categoría de Ecuador.

## Clubes
| Club                    | País    | Año             |
| ----------------------- | ------- | --------------- |
| Independiente del Valle | Ecuador | 2010            |
| Norte América           | Ecuador | 2011            |
| Independiente del Valle | Ecuador | 2011            |
| Norte América           | Ecuador | 2012            |
| Deportivo Cuenca        | Ecuador | 2014 - 2015     |
| Macará                  | Ecuador | 2016            |
| Universidad Católica    | Ecuador | 2016            |
| Aucas                   | Ecuador | 2017            |
| Olmedo                  | Ecuador | 2018            |
| Orense                  | Ecuador | 2019 - 2020     |
| Aviced                  | Ecuador | 2021 - presente |

## Palmarés
| Título  | Club   | País    | Año  |
| ------- | ------ | ------- | ---- |
| Serie B | Macará | Ecuador | 2016 |